# Gmina Juelsminde
Gmina Juelsminde (duń. Juelsminde Kommune) – w latach 1970–2006 (włącznie) jedna z gmin w Danii w okręgu Vejle Amt. 
Siedzibą władz gminy było miasto Juelsminde. 
Gmina Juelsminde została utworzona 1 kwietnia 1970 na mocy reformy podziału administracyjnego Danii. Po kolejnej reformie w 2007 r. weszła w skład nowej gminy Hedensted.

## Dane liczbowe
- Liczba ludności: (♀ 7848 + ♂ 7707) = 15 555
  - wiek 0-6: 9,0%
  - wiek 7-16: 13,2%
  - wiek 17-66: 62,1%
  - wiek 67+: 15,6%
- zagęszczenie ludności: 65,1 osób/km²
- bezrobocie: 3,7% osób w wieku 17-66 lat
- cudzoziemcy z UE, Skandynawii i USA: 106 na 10 000 osób
- cudzoziemcy z krajów Trzeciego Świata: 138 na 10 000 osób
- liczba szkół podstawowych: 8 (liczba klas: 93)